# Linda Bergkvist
Linda Bergkvist, född 1977, är en digitalkonstnär från Umeå. 
Linda Bergkvist har bland annat arbetat med konceptdesign för Disney. [källa behövs]

## Utmärkelser
- 2005 – Umeå Fabriks- och Hantverksförenings Nyföretagarstipendie [2]